# Nationalhymne
Eine Nationalhymne (in der Schweiz als Landeshymne bezeichnet) ist meist die Hymne eines Staates, bei Bundesstaaten auch Bundeshymne genannt. Sie ist der feierliche Lobgesang, das Lied oder Musikstück (Hymne), mit dem sich ein Staat zu besonderen Anlässen präsentiert. Diese Staatshymne wird beispielsweise bei Staatsempfängen, internationalen Sportereignissen oder bei besonderen staatlichen Ereignissen gespielt oder gesungen. In den Monarchien Vereinigtes Königreich und Spanien ist die Nationalhymne die Königshymne.

## Allgemeines
Welche Nationalhymne die älteste der Welt ist, hängt von der Definition ab. Die japanische Nationalhymne Kimi Ga Yo hat einen Text von spätestens 905; ihre Melodie wurde jedoch erst am Ende des 19. Jahrhunderts geschrieben. Definiert man eine Nationalhymne als Einheit von Text und Melodie, so ist vermutlich die seit dem 16. Jahrhundert gesungene niederländische Hymne Het Wilhelmus die älteste der heutigen Nationalhymnen.

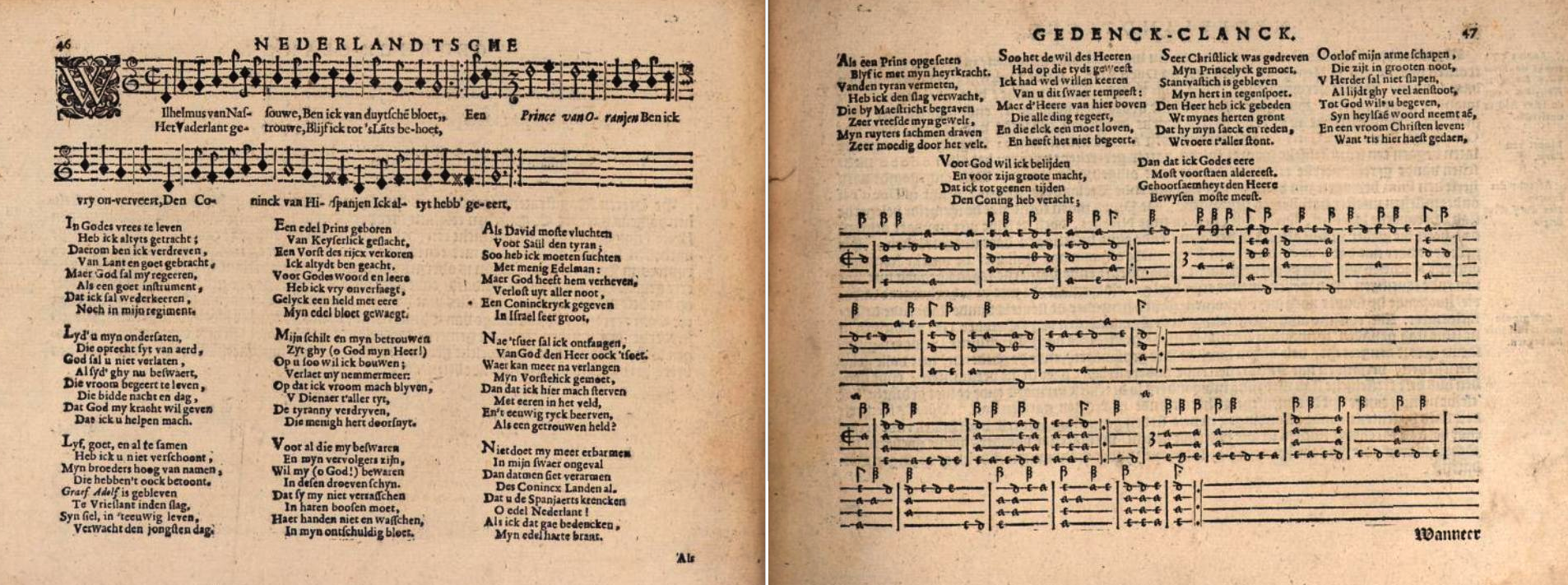
Veröffentlichung der niederländischen Hymne von 1626

Eine Nationalhymne besteht in der Regel aus Melodie und aus Text. Die Melodie der britischen Nationalhymne God Save the King/Queen wurde von einigen anderen Ländern übernommen, wie zum Beispiel von Preußen (Heil dir im Siegerkranz – ab 1871 deutsche Kaiserhymne), der Schweiz (Rufst du, mein Vaterland – heute nicht mehr Nationalhymne) oder Liechtenstein (Oben am jungen Rhein). Ähnlich wurde die Melodie der österreichischen Kaiserhymne für das Lied der Deutschen (ab 1922 deutsche Nationalhymne) übernommen. Zu den Nationalhymnen ohne Text gehören Marcha Real (Spanien), Inno Nazionale della Repubblica (San Marino) und historisch Auferstanden aus Ruinen (DDR – der Text wurde seit Anfang der 1970er-Jahre nicht mehr gesungen). Zu der Hymne Intermeco von Bosnien und Herzegowina wurde nach einem Textwettbewerb bereits ein Text ausgewählt, die Bestätigung durch das zuständige Ministerium und das Parlament steht aber noch aus.
Bei einem Wechsel der Staatsform wird oft auch die Nationalhymne geändert oder durch eine Parteihymne ergänzt.
Viele Nationalhymnen haben einen militärischen Ursprung, beispielsweise das US-amerikanische Star-Spangled Banner, das irische Soldier’s Song oder das französische Kriegslied La Marseillaise. Eine weitere Gruppe sind Hymnen an einen Monarchen, wie das britische God Save the King. Dänemark, Schweden und Norwegen haben sowohl eine Königs- als auch eine Landeshymne. Andere Nationalhymnen haben einen ausgeprägten sakralen, choralartigen Charakter, so der Schweizerpsalm, die isländische Hymne Lofsöngur oder Het Wilhelmus (Niederlande), die auch in kirchlichen Gesangbüchern abgedruckt sind.

### Verwendung der Nationalhymne
Die Repräsentation der Staaten bei Staatsbesuchen ihrer Vertreter und ähnlichen diplomatischen Ereignissen erfolgte seit Beginn des 19. Jahrhunderts durch das Abspielen so genannter Nationalhymnen. Dies ist oft auch mit militärischen Zeremonien verbunden.
Bei internationalen Sportveranstaltungen wird anlässlich der Siegerehrung die Nationalhymne des jeweiligen Heimatlandes gespielt. Auch bei Fußball-Länderspielen ist es üblich, direkt vor dem Anstoß die Nationalhymnen beider Mannschaften zu spielen.

### Verhalten beim Spielen einer Nationalhymne
Beim öffentlichen Spielen einer Nationalhymne ist es üblich, sich zu erheben und in aufrechter Haltung so lange stehenzubleiben, bis die Musik verklungen ist. Männer nehmen gegebenenfalls ihre Kopfbedeckung ab, Frauen ist dies freigestellt. Für Soldaten in Uniform gelten verschiedene Vorschriften, wann der militärische Gruß zu erweisen ist. Diese Respektbezeugungen sind grundsätzlich bei jeder Nationalhymne zu erweisen, unabhängig davon, ob es sich um die Hymne des eigenen oder eines anderen Landes handelt; ausgenommen sind Musikveranstaltungen, bei denen Nationalhymnen im Rahmen einer Konzertvorführung gespielt werden, wie beispielsweise bei der Musikschau der Nationen.
Darüber hinaus gibt es länderspezifische Besonderheiten beim Abspielen einer Nationalhymne. So wird z. B. in den Vereinigten Staaten und in vielen mittel- und südamerikanischen Ländern die rechte Hand aufs Herz gelegt. Bei geeigneten Anlässen (v. a. bei Sportereignissen oder öffentlichen Feiern) wird die Nationalhymne mitgesungen.

## Inoffizielle Nationalhymnen
Einige Staaten verfügen auch über mehrere nationale Hymnen, von denen zwar nur eine offiziell Nationalhymne ist, die anderen jedoch in der Öffentlichkeit dieselbe starke Symbolkraft besitzen und teilweise ebenfalls bei offiziellen Anlässen gespielt werden.
- Im Vereinigten Königreich haben sich neben der Nationalhymne God Save the King auch die Hymnen Rule, Britannia! und Land of Hope and Glory etabliert.
- In den Vereinigten Staaten werden neben der Nationalhymne (The Star-Spangled Banner) auch Lieder wie God Bless America, America the Beautiful und The Battle Hymn of the Republic gesungen. Das von James Weldon Johnson geschriebene Lied Lift Every Voice and Sing gilt als Hymne der Afroamerikaner.
- Ein weiteres Beispiel ist Australien, wo das Volkslied Waltzing Matilda zu Zeiten, in denen Australien keine eigene Nationalhymne hatte, sondern die britische verwendet wurde, den Status einer inoffiziellen Hymne erlangte und sogar bei der Siegerehrung bei Olympischen Spielen verwendet wurde. Auch nach Einführung einer eigenen australischen Hymne hat Waltzing Matilda eine starke Bedeutung behalten.
- In Tschechien haben neben der seit 1918 festgelegten Hymne Kde domov můj auch das Lied Hospodine, pomiluj ny und der St.-Wenzels-Choral, die beide seit dem Mittelalter gesungen werden, den Charakter einer Nationalhymne.
- Für das ungarische Volk gilt neben der Nationalhymne Isten áldd meg a magyart auch der Szózat als eine Hymne.
- In Österreich sind neben der Bundeshymne („Land der Berge, Land am Strome“) zum Beispiel auch der bekannte Radetzky-Marsch und der Walzer An der schönen blauen Donau als inoffizielle Hymnen in Gebrauch. Aber auch I Am from Austria von Rainhard Fendrich wird oft als inoffizielle Nationalhymne angesehen.
- In Israel ist das Lied Yerushalayim Shel Zahav („Jerusalem aus Gold“) in einer Weise mit dem als Erlösung angesehenen Sieg im Sechstagekrieg von 1967 konnotiert, dass es sogar Bestrebungen gab, es anstelle der haTikwa in den Rang einer israelischen Nationalhymne zu erheben.
- Schottland hat als Teil des Vereinigten Königreichs keine eigene Nationalhymne; bei nationalen Sportanlässen werden jedoch meist die Hymnen Flower of Scotland und Scotland the Brave gesungen.

## Besonderes
- Die Hymnen von Sambia, Südafrika und Tansania gehen alle auf das Lied Nkosi Sikelel’ iAfrika zurück.
- Die Nationalhymnen des Vereinigten Königreichs Großbritannien und Nordirland (God Save the King) und Liechtensteins (Oben am jungen Rhein) haben die gleiche Melodie. Mit dem Text Heil dir im Siegerkranz war dies auch die Melodie der Kaiserhymne des Deutschen Reiches von 1871 bis 1918. Die Melodie fand darüber hinaus auch in Russland, Griechenland, Sachsen, Bayern und der Schweiz sowie teilweise in Rumänien als National- bzw. Königshymne Verwendung, darüber hinaus als Quasi-Nationalhymne auf Island. Die hawaiische Hymne Hawaiʻi ponoʻī geht auf die gleiche Melodie zurück.[1]
- Die frühere Volkshymne Österreich-Ungarns (Gott erhalte …), die sogenannte Kernstock-Hymne (österreichische Nationalhymne 1929–1938) und das Lied der Deutschen, dessen dritte Strophe die Nationalhymne der Bundesrepublik Deutschland (Einigkeit und Recht und Freiheit) ist, haben die gleiche Melodie.
- Finnlands und Estlands Nationalhymnen haben dieselbe, von Fredrik Pacius komponierte Melodie.
- Die Texte der uruguayischen und der paraguayischen Nationalhymne wurden beide von Francisco Acuña de Figueroa geschrieben.
- Die griechische Nationalhymne, welche auch die Nationalhymne der Republik Zypern ist, besteht aus den ersten 24 Strophen eines ursprünglich 158 Strophen umfassenden Gedichts und ist damit eine der längsten. Bei offiziellen Anlässen erklingen die ersten zwei Strophen des Textes.[2]
- In der schwedischen Nationalhymne Du gamla, du fria wird in den beiden ursprünglichen Strophen Schweden nicht erwähnt.
- Die mikronesische Nationalhymne Patriots of Micronesia hat dieselbe Melodie wie das Lied Ich hab mich ergeben, das unmittelbar nach dem Zweiten Weltkrieg neben anderen Liedern als deutsche Ersatzhymne diente. Darüber hinaus scheint zumindest der Text der ersten Strophe der mikronesischen Hymne von Ich hab mich ergeben inspiriert zu sein.

## Ergänzung durch Parteihymnen
Besonders in den rechtsgerichteten Diktaturen des 20. Jahrhunderts war es gebräuchlich, dass der Nationalhymne unmittelbar die jeweilige Parteihymne folgte, welche somit einen ähnlichen Status wie die Nationalhymne selbst beanspruchte. So folgte zum Beispiel
- im faschistischen Italien dem Königsmarsch (Marcia Reale) die (faschistische) Parteihymne Giovinezza,
- in der Zeit des Nationalsozialismus dem Lied der Deutschen das Horst-Wessel-Lied der Nationalsozialisten,
- im franquistischen Spanien dem Königsmarsch (Marcha Real) die Hymne der carlistischen Bewegung (Marcha de Oriamendi) und der Falange (Cara al Sol) (Triple Himno),[3]
- im autoritären Österreich zwischen 1934 und 1938 der Nationalhymne Sei gesegnet ohne Ende das Lied der Jugend der Austrofaschisten,
- im Vichy-Regime der Marseillaise ein Lied zu Ehren Philippe Pétains (Maréchal, nous voilà).

In vielen kommunistischen Ländern war beziehungsweise ist es üblich, nach der entsprechenden offiziellen Nationalhymne auch Die Internationale zu spielen; in der Sowjetunion fungierte Die Internationale von 1917 bis 1944 zugleich als Nationalhymne.
In der Volksrepublik China nahm zur Zeit der Kulturrevolution das Lied Der Osten ist rot, eine Hymne auf die Person Mao Zedongs (aber auch auf die Partei), eine dominante Position ein und überschattete fast die Nationalhymne Marsch der Freiwilligen.
In der Republik China (Taiwan) ist die Nationalhymne San Min Chu-i zugleich Parteihymne der Kuomintang, weshalb daneben noch das Nationale Flaggenlied als inoffizielle Hymne gebräuchlich ist.

## Musik
Verschiedene Werke der zeitgenössischen Musik widmen sich dem Thema „Nationalhymnen“, zum Beispiel
- Karlheinz Stockhausen: Hymnen
- Die Soloklavier-Komposition Hämmerklavier XIX: Hymnen der Welt (Afghanistan bis Zimbabwe) von Moritz Eggert (2006) zitiert in elf Minuten fast alle damals aktuellen Nationalhymnen der Welt in alphabetischer Reihenfolge.[4]